# 八路军总部军事测绘室河北沟旧址
八路军总部军事测绘室河北沟旧址，位于中华人民共和国山西省晋中市左权县麻田镇河北沟村，已列为山西省文物保护单位。

## 保护
2021年8月4日，八路军总部军事测绘室河北沟旧址由山西省人民政府公布为第六批山西省文物保护单位，编号6-299。